# Zonazione ittica
La zonazione ittica è la suddivisione di un corso d'acqua in più parti ecologicamente uniformi in base alla comunità di pesci ospitata.

## Zonazione centroeuropea e zonazione italiana
La zonazione utilizzata nell'Europa Centrale è la seguente (partiamo dalla zona più a monte, scendendo verso il mare):
- Zona della trota
- Zona del temolo
- Zona del barbo
- Zona dell'Abramis brama
- Zona di foce

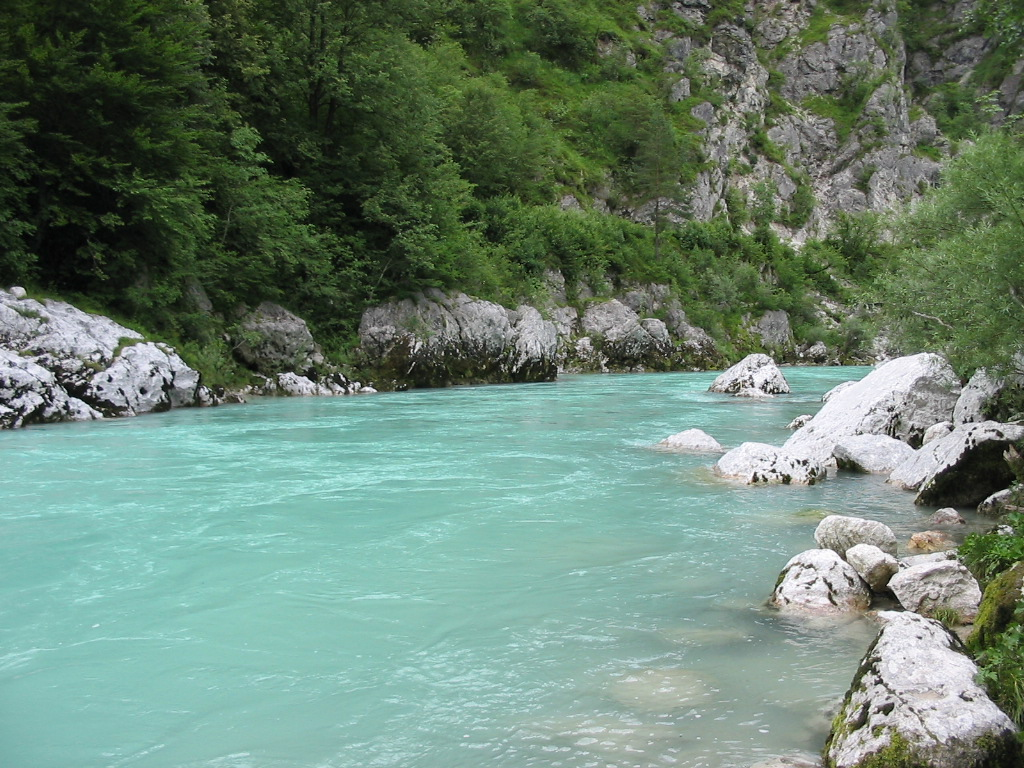
Zona dei Salmonidi:
il fiume Isonzo nei pressi di Caporetto in Slovenia

Questo modello non è applicabile in Italia, dato che l'Abramis brama non è presente naturalmente, il temolo è molto raro e diffuso solo in parte del Paese e, in generale, i nostri fiumi sono troppo brevi per poter ospitare tutte queste zone.
Per l'Italia è stata proposta una nuova zonazione:
- Zona dei Salmonidi
- Zona dei Ciprinidi a deposizione litofila
- Zona dei Ciprinidi a deposizione fitofila
- Zona dei Mugilidi

Spesso ci si riferisce (soprattutto nell'ambito della pesca sportiva) alla Zona dei Salmonidi come Acque a Salmonidi, mentre ad entrambe le zone dei ciprinidi come ad Acque a Ciprinidi ed alla Zona dei Mugilidi come Acque salmastre.

## Specie guida

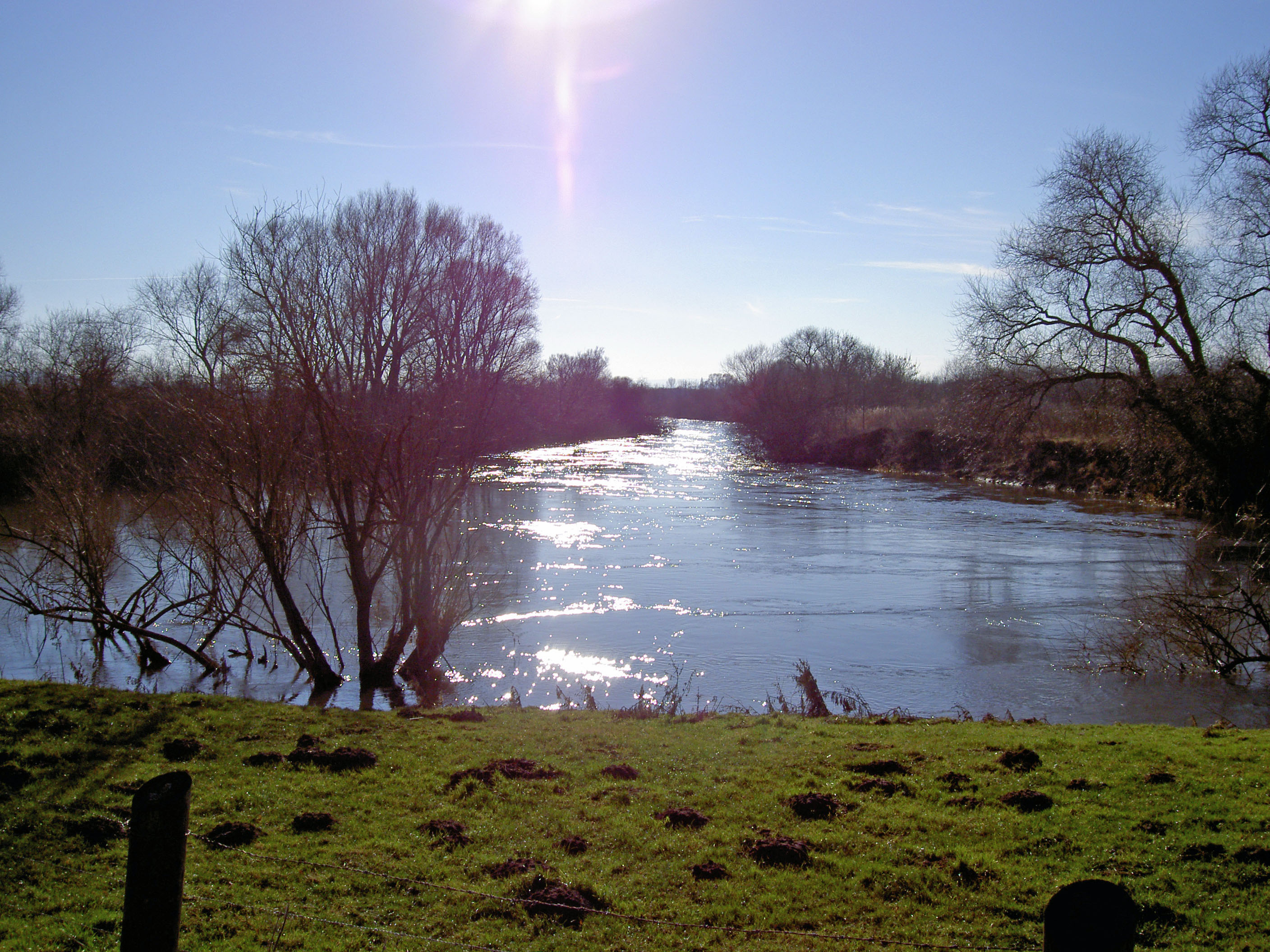
Zona dei Ciprinidi fitofili: il fiume Leine in Germania

Le specie guida sono quelle specie, la cui presenza basta ad identificare la zona ittica in cui si trova.
Per la zona a Salmonidi le specie guida sono:
- Trota marmorata (regione alpina)
- Trota mediterranea

Per la zona dei Ciprinidi a deposizione litofila le specie guida sono:
- Tutte le specie di barbo
- Vairone

Per la zona dei Ciprinidi a deposizione fitofila le specie guida sono:
- Tinca
- Scardola
- Triotto (regione padano-veneta)

Per la zona dei Mugilidi, infine, le specie guida sono:
- Tutte le specie di Mugilidi (cefali o muggini).

## Comunità ittiche di riferimento

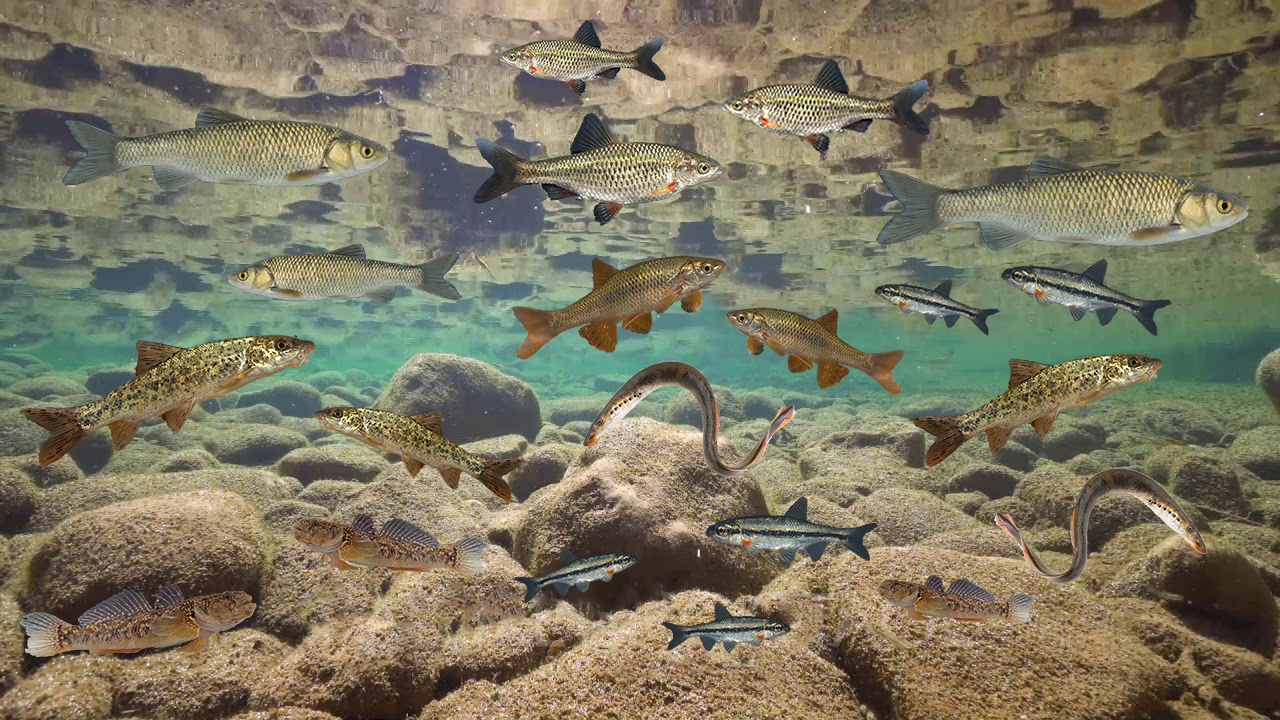
Zona dei ciprinidi a deposizione litofila (distretto tosco-laziale)

Le comunità ittiche italiane di ogni zona non sono uguali in tutto il paese, ma dipendono dal distretto ittio-geografico considerato. Al nord, nella pianura padana e nei fiumi adriatici delle Marche, si trova il distretto padano-veneto, caratterizzato da un maggior numero di specie. Più a sud, si distinguono un distretto tosco-laziale o etrusco sul versante tirrenico centrale (Liguria di levante, Toscana, Umbria e Lazio fino al Tevere) e un distretto apulo-campano che comprende entrambi i versanti (dal Liri-Garigliano all'Alento e dal Fortore all'Ofanto). Abruzzo e Molise costituiscono un'area di transizione tra i tre distretti, mentre Basilicata ionica e Calabria sono caratterizzate da un'ittiofauna nativa estremamente ridotta.